# Crimes and Misdemeanors
Crimes and Misdemeanors (br.: Crimes e Pecados / pt: Crimes e Escapadelas) é um filme estadunidense de 1989 do gênero comédia dramática, escrito e dirigido por Woody Allen. Influenciado por Crime e Castigo, de Dostoiévski.

## Sinopse
O filme começa com o bem-sucedido e rico oftalmologista Judah Rosenthal sendo homenageado. Enquanto discursa, Judah se lembra dos ensinamentos religiosos de seu pai e da crise provocada por sua amante, Dolores Paley, que o está pressionando a abandonar a esposa Miriam e ficar com ela.
Judah conta seus problemas e ouve os bons conselhos do seu paciente, o rabino Ben, e os maus conselhos de seu irmão Jack, um meio-criminoso, que se oferece para silenciar sua amante. Enquanto se desenrola o dilema de Judah, o documentarista Cliff Stern filma uma biografia do seu detestado cunhado Lester, um famoso produtor de TV. Em meio as filmagens ele conhece a produtora divorciada Halley Reed e se apaixona, decidindo-se a se separar da sua esposa Wendy.
No final, Judah e Cliff se encontram numa festa e conversam sobre crimes e pecados na vida real e como são mostrados no cinema.

## Elenco
- Martin Landau...Judah Rosenthal
- Woody Allen...Cliff Stern
- Anjelica Huston...Dolores Paley
- Mia Farrow...Halley Reed
- Claire Bloom...Miriam Rosenthal
- Alan Alda...Lester
- Martin S. Bergmann...Louis Levy
- Jerry Orbach...Jack Rosenthal
- Caroline Aaron...Barbara
- Jenny Nichols...Jenny
- Joanna Gleason...Wendy Stern
- Sam Waterston...Ben
- Stephanie Roth...Sharon Rosenthal
- Gregg Edelman...Chris
- Zina Jasper...Carol
- Bill Bernstein
- Dolores Sutton...secretária de Rosenthal
- George C. Manos

## Produção
- Allen faz uso na trilha sonora de música clássica (Franz Schubert) e jazz.

## Indicações

### Oscar
- Woody Allen, para melhor diretor.
- Martin Landau, como melhor ator coadjuvante.
- Woody Allen, por melhor roteiro original.